# Método químico quântico semiempírico
Métodos químicos quânticos semiempíricos são baseados no  formalismo Hartree–Fock, mas muitas aproximações e a obtenção de alguns parâmetros são feitas a partir de dados empíricos. Eles são muito importantes em química computacional para o trabalho com moléculas grandes, onde o método completo Hartree–Fock  sem as aproximações é muito caro. O uso de parâmetros empíricos aparece para permitir a inclusão de efeitos de correlação de elétrons para os métodos.
No quadro de cálculos Hartree–Fock, algumas partes das informações (como dois integrais elétrons) são, por vezes, aproximadas, ou completamente omitidas. Para corrigir essa perda, os métodos semiempíricos são parametrizadas, ou seja, seus resultados são equipados por um conjunto de parâmetros, normalmente em forma de produzir resultados que melhor concordam com os dados experimentais, mas, às vezes, concordar com resultados ab initio.

## Tipo de simplificações
Os métodos semiempíricos seguem o que muitas vezes são chamados de empíricos métodos, onde os dois electrons, parte do Hamiltoniano, não está explicitamente incluído. Para sistemas π-elétrons era usado o método de Hückel proposto por Erich Hückel. Para todos os sistemas de elétrons de valência, o método de Hückel estendido que foi proposto por Roald Hoffmann.
Os cálculos semiempíricos são muito mais rápido que os seus homólogos ab initio, devido, principalmente, ao uso da aproximação zero diferencial de sobreposição. Seus resultados, no entanto, podem bem errado se a molécula a ser calculada não é semelhante o suficiente para com as moléculas no banco de dados utilizado para parametrizar o método.

## Domínios de aplicação preferidos
Cálculos semiempíricos têm sido mais bem-sucedidos na descrição de química orgânica, onde apenas alguns elementos são amplamente utilizados e as moléculas são de tamanho moderado. No entanto, os métodos semiempíricos também foram aplicados para sólidos e nanoestruturas , mas com diferentes parametrizações.
A pesquisa empírica é uma forma de obtenção de conhecimento por via a observação direta e indireta ou  experiência. Como com métodos empíricos, podemos distinguir métodos que são:

### Métodos restritos para π-elétrons
Estes métodos existentes para o cálculo dos estados eletronicamente excitados de polienos, tanto cíclico e linear. Estes métodos, tais como o método Pariser–Parr–Pople (PPP), pode fornecer boas estimativas de estados π-eletrônico excitados, quando bem parametrizado. De fato, por muitos anos, o  método PPP superou os cálculos de estado excitado ab initio.

### Métodos restritos a todos os elétrons de valência.
Estes métodos podem ser agrupados em vários grupos:
- Métodos como CNDO/2, INDO e NDDO que foram introduzidos por John Pople.As implementações visavam encaixar, não experimentar, mas definir resultados de base mínima ab initio. Esses métodos são raramente usados, mas a metodologia é frequentemente a base de métodos posteriores.

- Métodos que estão nos programas de computador, MOPAC, AMPAC, e/ou SPARTAN, originalmente, a partir do grupo de Michael Dewar. Estas são MINDO, MNDO, AM1, PM3, RM1[./Semi-empirical_quantum_chemistry_method#cite_note-16 [16]] , PM6 e SAM1. Aqui o objetivo é usar parâmetros para ajuste de calores de formação experimental, momentos de dipolo, potenciais de ionização e geometrias.

- Métodos, cujo principal objetivo é prever as geometrias de coordenação dos compostos, tais como Sparkle/AM1, disponível para complexos de lantanídeos.

- Métodos, cujo principal objetivo é calcular animado estados e, portanto, prever espectros eletrônicos. Estes incluem ZINDO e SINDO. Este é o maior grupo de métodos.